# Art rock
L'art rock è un sottogenere della musica rock caratterizzato dal tentativo di andare oltre gli schemi standard della canzone verso forme musicali più complesse e ambiziose, in particolare il jazz e la musica classica.

## Storia
Il genere nacque tra la fine degli anni sessanta e l'inizio degli anni settanta e si sviluppò durante la prima metà degli anni settanta attraverso l'opera di gruppi britannici come Emerson, Lake and Palmer, Gentle Giant, The Moody Blues e Procol Harum. Questi gruppi erano accomunati da un approccio complicato e concettuale alla musica, combinando elementi tipici dei gruppi della British Invasion, caratterizzati da rhythm and blues o pop, con tendenze psichedeliche, avant-garde o classiche. I brani musicali presentavano spesso cambi di ritmo complicati e frequenti, testi fantasiosi con tematiche sociopolitiche o fantascientifiche ed erano uniti a formare spesso concept album. I concerti dei primi anni settanta dei Genesis erano particolarmente orientati all'aspetto visuale, con il cantante Peter Gabriel che usava indossare costumi fantasiosi e arrivava sul palco dall'alto, grazie a macchinari di scena come in un'opera teatrale.
Tra i principali esponenti di questo sottogenere si hanno musicisti che hanno militato in diverse formazioni come Bill Bruford (Yes, King Crimson), Steve Howe (Yes e Asia), Greg Lake (King Crimson e Emerson, Lake and Palmer) o John Wetton (King Crimson e Asia). Anche alcuni artisti americani e britannici del periodo successivo come Laurie Anderson, David Bowie, Brian Eno, Velvet Underground e Frank Zappa sono spesso classificati come art rock.
Dal 1965 vennero pubblicati album come il primo del compositore rock sperimentale americano Frank Zappa con il gruppo Mothers of Invention e quelli di gruppi come Caravan, Jethro Tull, Moody Blues, Nice, Pink Floyd, Pretty Things, Procol Harum e Soft Machine, che vengono annoverati come esempi del genere art-rock. Dal 1972 al 1974 gruppi come Genesis, King Crimson, ELP e Yes produssero lunghe composizioni che arrivavano a riempire un intero lato di un disco LP. Inoltre, alla formazione standard del gruppo rock (chitarra, basso, batteria e voce), si aggiungevano altri strumenti come il mellotron, l'organo, il pianoforte e il sintetizzatore oltre che strumentazione classica arrivando all'impiego di intere orchestre sinfoniche.
A partire dal 1971 altri gruppi rock progressivo e arena rock come Asia, Blue Öyster Cult, Chicago, Doobie Brothers, Electric Light Orchestra, Foreigner, Genesis, Isildurs Bane, Kansas, Supertramp, Marillion, Nazareth, Rush, Queen, Styx, The Who e Yes continuarono l'esperienza dei gruppi art rock.
Dalla fine degli anni settanta e durante il decennio successivo, si trovano elementi art rock nei Roxy Music, Peter Gabriel e Kate Bush e in alcune band heavy metal come Megadeth, Scorpions, Iron Maiden, UFO, Judas Priest hanno anche esplorato una serie di caratteristiche stilistiche per le quali possono essere considerati art rock.

## Art punk
L'Art Punk è un sottogenere della musica punk, caratterizzato da una commistione di stili, tra cui jazz, rumorismo e musica etnica, e che evolse nell'avant-punk e infine, negli anni ottanta, nella no wave.

## Art rock e musica classica
L'art-rock si è anche trovato a convergere, per altri versi, con la musica contemporanea. Compositori "classici" del XX secolo come John Cage, Karlheinz Stockhausen, Steve Reich, Terry Riley, e Philip Glass, con il loro interesse per il ritmo e la ripetizione, si sono molto avvicinati ai filoni più d'avanguardia dell'art-rock.